# Чигнік (Аляска)
Чигнік, Чіґнік (англ. Chignik) — місто (англ. city) в США, в окрузі Лейк-енд-Пенінсула штату Аляска. Населення — 97 осіб (2020). Чигнік відомим тим, що саме тут 12 жовтня 1913 народився Бенні Бенсон — людина, що розробила 1927 року (у віці 14 років) прапор Аляски, який використовується досі.

## Історія

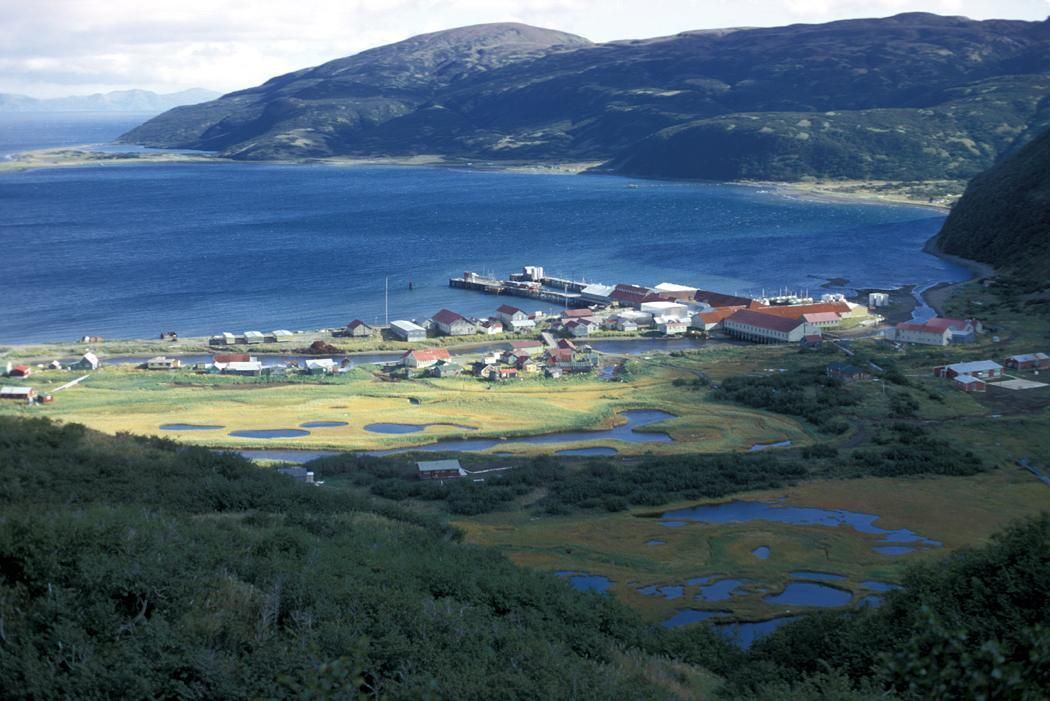
Улітку

На місці Чигнік віддавна існувало індіанське село Калвак, яке було зруйноване наприкінці XVIII століття під час російського «хутрового буму». Сто років по тому тут виникло нове поселення, чия назва Чигнік в перекладі з алутукської мови означає «великий вітер». Його мешканці займалися ловом та консервуванням риби. Першими жителями поселення стали робітники з Сан-Франциско; сезонно, на весну та літо, сюди прибували китайські та японські робітники. З 1899 по 1915 року в околицях Чигніку функціонували кілька вугільних шахт, але вони швидко виснажилися. 1901 року в поселенні відкрилося перше поштове відділення.
16 травня 1983 Чигнік було інкорпороване, отримавши статус міста (city). До XXI століття спосіб життя мешканців майже не змінився: вони також живуть рибальством, працюють на двох рибоконсервних заводах міста.

## Географія
Чигнік розташоване на березі затоки Анкоридж у південній частині півострова Аляска, площа міста — 41,1 км², з них 10,8 км² займають відкриті водні простори (в територію міста цілком включені затоки Анкоридж та Мад). Місто обслуговує однойменний аеропорт, також неподалік розташовані аеропорти Чигнік-Лейк, Чигнік-Лагун та гідроаеропорт Чигнік-Бей.
Чигнік розташований за координатами 56°17′40″ пн. ш. 158°23′44″ зх. д. / 56.29444° пн. ш. 158.39556° зх. д. (56.294355, -158.395643). За даними Бюро перепису населення США в 2010 році місто мало площу 41,11 км², з яких 29,49 км² — суходіл та 11,62 км² — водойми.

### Клімат
Місто знаходиться у зоні, котра характеризується континентальним субарктичним кліматом.
| Клімат Чигніка          | Клімат Чигніка | Клімат Чигніка | Клімат Чигніка | Клімат Чигніка | Клімат Чигніка | Клімат Чигніка | Клімат Чигніка | Клімат Чигніка | Клімат Чигніка | Клімат Чигніка | Клімат Чигніка | Клімат Чигніка | Клімат Чигніка |
| Показник                | Січ.           | Лют.           | Бер.           | Квіт.          | Трав.          | Черв.          | Лип.           | Серп.          | Вер.           | Жовт.          | Лист.          | Груд.          | Рік            |
| Абсолютний максимум, °C | 8,9            | 8,3            | 13,3           | 20,6           | 22,2           | 24,4           | 24,4           | 19,4           | 17,2           | 13,9           | 12,8           | 9,4            | 24,4           |
| Середній максимум, °C   | −0,3           | −0,2           | 0,8            | 4,2            | 7,2            | 12,6           | 16,2           | 15,8           | 12,4           | 7              | 1,7            | 0,6            | 6,6            |
| Середня температура, °C | −3,7           | −2,9           | 0              | 1              | 4,8            | 8,9            | 12             | 12,1           | 8,9            | 4,3            | 0,6            | −1,8           | 3,6            |
| Середній мінімум, °C    | −6,4           | −6,6           | −6             | −2             | 1,4            | 5,3            | 8,1            | 8,3            | 5,1            | 1              | −3,7           | −5,1           | 0              |
| Абсолютний мінімум, °C  | −24,4          | −22,8          | −15            | −9,4           | −6,1           | 1,7            | 1,1            | −2,8           | −10            | −15            | −20,6          | −24,4          | −24,4          |
| Норма опадів, мм        | 149            | 193            | 175            | 124            | 171            | 153            | 109            | 129            | 247            | 224            | 256            | 183            | 2115           |
| Днів з опадами          | 7              | 9              | 7              | 6              | 7              | 5              | 4              | 5              | 9              | 10             | 10             | 8              | 87             |
| ----------------------- | -------------- | -------------- | -------------- | -------------- | -------------- | -------------- | -------------- | -------------- | -------------- | -------------- | -------------- | -------------- | -------------- |
| Джерело: Weatherbase    |                |                |                |                |                |                |                |                |                |                |                |                |                |

## Демографія

### Перепис 2010
Згідно з переписом 2010 року, у місті мешкала 91 особа в 41 домогосподарстві у складі 26 родин. Густота населення становила 2 особи/км². Було 105 помешкань (3/км²).
Расовий склад населення:
| - 57,1 % — корінних американців - 34,1 % — білих - 3,3 % — азіатів - 1,1 % — осіб інших рас |

До двох чи більше рас належало 4,4 %. Частка іспаномовних становила 1,1 % від усіх жителів.
За віковим діапазоном населення розподілялося таким чином: 23,1 % — особи молодші 18 років, 68,1 % — особи у віці 18—64 років, 8,8 % — особи у віці 65 років та старші. Медіана віку мешканця становила 45,3 року. На 100 осіб жіночої статі у місті припадало 127,5 чоловіків; на 100 жінок у віці від 18 років та старших — 133,3 чоловіків також старших 18 років.
Середній дохід на одне домашнє господарство становив 90 775 доларів США (медіана — 96 250), а середній дохід на одну сім'ю — 99 440 доларів (медіана — 108 750).
Цивільне працевлаштоване населення становило 39 осіб. Основні галузі зайнятості: публічна адміністрація — 38,5 %, освіта, охорона здоров'я та соціальна допомога — 28,2 %, транспорт — 7,7 %, сільське господарство, лісництво, риболовля — 7,7 %.

### Перепис 2000
За переписом 2000 року в Чигніку проживало 79 осіб: 29 домогосподарств, 20 родин. Расовий склад:
корінні американці — 60,8 %,
білі — 31,7 %,
азіати — 2,5 %,
уродженці тихоокеанських островів та Гаваїв — 2,4 %,
інші раси — 1,3 %,
змішані раси — 1,3 %, латиноамериканці (будь-якої раси) — 1 %.
Рівно чверть населення були молодше 18 років,
14 % у віці від 18 до 24 років,
33 % — 25–44 років,
23 % — 45–64 і
5 % мешканців були віком 65 років та старше. Середній вік жителя Чигніка склав 36 років. На 100 жінок припадало 114 чоловіків, при цьому на 100 повнолітніх жінок припадало 111 чоловіків такого ж віку. Середній дохід на душу населення був 16 000 доларів на рік, 5 % жителів перебували за межею бідності.